# 프랜시스 베일리
프랜시스 베일리 (1774년 4월 28일  –  1844년 8월 30일)는 영국의 천문학자이다. 일식 중의 베일리의 구슬에 대한 관찰로 가장 유명하다. 베일리는 왕립천문학회의 창립자의 한 명으로, 회장을 4번 역임한 초기 학회의 중요 인물이다.

## 생애
베일리는 1774년 영국 버크셔의 뉴베리(Newbury)에서 리처드 베일리 (Richard Baily)의 아들로 태어났다. 1856년 오거스터스 드 모르간이 편집한 그의 전기에 의하면, 1796-1797년 북미 지역의 미개척 지역을 여행 한 후 1799년에 런던 증권 거래소에 들어갔다. 그는 《Tables for the Purchasing and Renewing of Leases》(1802), 《The Doctrine of Interest and Annuities》(1808), 《Life-Annuities and Assurances》(1810) 등의 성공적인 출판에 의하여 생애 계획(life-contingency)에 대한 작가로서 높은 명성을 얻었는데, 그의 부지런함과 성실함을 통해 재산을 축적하여, 1825년 은퇴 후 천문학에 전적으로 헌신했다.

## 천문학 업적
1820년까지, 베일리는 왕립천문학회의 설립에 주된 역할을 하였고, 왕립천문학회에서 발간한 2881개의 항성 목록의 작성으로 1827년에 학회 금상을 수상하였다(Memoirs R. Astr. Soc. ii.). 그 후 1843년, 학회 금상을 다시 수상하였다. 왕립천문학회의 회장으로 4 번 선출되었으며, 각각 2년 임기 (1825-27, 1833-35, 1837-39 및 1843-45)로 선출되었다. 베일리는 학회 회장으로 조지 에어리와 같은 4 번으로 가장 많이 역임하였고, 재임기간 8년은 최장기 기록이다.
그의 항의에 의하여 1829년의 항해 연감 (Nautical Almanac)의 개혁이 개시되었다. 그는 1832년 미국 예술 과학 아카데미(American Academy of Arts and Sciences)의 명예 회원으로 선출되었다. 1837년에 약 5만 7천 개의 별이 포함된 제롬 랄랑드(Joseph Jérôme Lefrançois de Lalande)와 니콜라 루이 드 라카유(Nicolas de Lacaille)의 카탈로그의 축약을 영국 협회(British Association)에 추천하였고, 스스로 많은 기여를 하였다. 그는 영국협회의 《8377 개 항성 카탈로그》(1845년 발행)의 편집을 감독했다. 토비아스 마이어(Tobias Mayer), 프톨레마이오스, 울루그 베그, 튀코 브라헤, 에드먼드 핼리 및 하벨리우스의 행성 목록을 보정하였다( Memoirs R. Astr. Soc. iv, xiii. ).
록스버그셔(Roxburghshire)에 있는 인치보니(Inch Bonney)에서 1836년 5월 15일의 금환 일식 동안의 "베일리의 구슬" 현상에 대한 그의 관찰 기록에 의하여 일련의 현대적 일식 탐험이 시작되었다. 달 표면의 불규칙한 모양에 따른 이 현상은 너무나도 생생하게 기술되어, 훗날 베일리도 관찰 하게 되는 1842년 7월 8일의 파비아(Pavia)에서의 개기일식에 대한 전례없는 관심을 이끌었다.

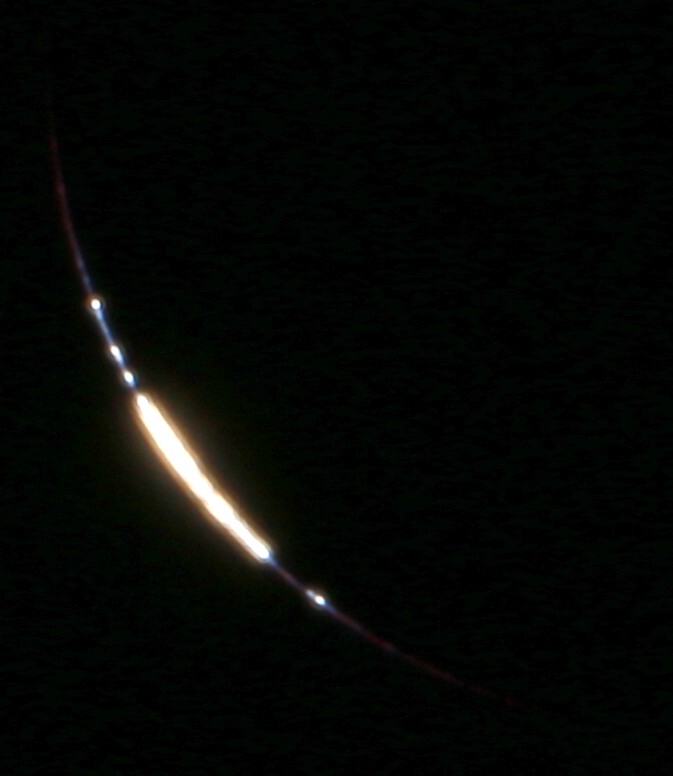
개기일식 4 초 전의 베일리의 구슬

그 외의 업적으로, 그는 헨리 포스터(H. Foster)의 진자 실험을 완성하고 논의하여 이로부터 지구 편평률 값으로 1/289.48을 구하였다(Memoirs R. Astr. Soc. vii. ). 이 값은 초-진자의 길이 값을 구하기 위하여 무시된 감소치를 도입하여 수정되었는데, 그후 1843년 길이 기준의 재정립을 위하여 사용되었다. 지구의 평균 밀도를 결정하기 위한 그의 연구는 헨리 캐번디시의 방법(1838-1842)을 이용하여 어렵게 수행되었는데 5.66의 권위 있는 수치가 산출되었다.
1844년 8월 30일 런던에서 사망하여 샛챔(Thatcham)에 있는 성모 마리아 교회(St Mary's Church)의 가족 묘지에 묻혔다. 1835년의 존 플램스티드에 대한 그의 언급은 그 당시의 과학사에 있어 매우 중요하다. 그것은 영국 카탈로그(British Catalog)의 재발행을 포함했다.
달의 베일리 분화구와, 1855 표준 야드를 주조하기 위하여 사용되는 열 둔감성 합금인 '구리 16, 주석 2.5, 아연 1 의 비율'로 된 베일리 금속과, 그의 고향인 샛챔(Thatcham)에 있는 프랜시스 베일리 CofE 초등학교(Francis Baily CofE Primary School)는 그의 이름을 딴 것이다.

## 참고 문헌
- Herschel, John (1844). “Memoir of the late Francis Baily”. 《Monthly Notices of the Royal Astronomical Society》 6: 89–121. Bibcode:1844MNRAS...6...89.. doi:10.1093/mnras/6.10.89.
- Dieke, Sally H. (1970). 〈Baily, Francis〉. 《Dictionary of Scientific Biography》 1. New York: Charles Scribner's Sons. 402–403쪽. ISBN 0-684-10114-9.
- Higgitt, Rebekah (Mar 2004). “Astronomers against Newton.”. 《Endeavour》 (March 2004) 28 (1): 20–4. doi:10.1016/j.endeavour.2004.01.012. PMID 15036924.